# Lill-Gåsträsket
Lill-Gåsträsket är en sjö i Bodens kommun i Norrbotten och ingår i Vitåns huvudavrinningsområde.